# Arne Sande
Arne Sande (ur. 18 marca 1905 w Moss (Norwegia), zm. 31 maja 1985 w Kopenhadze) – duński bokser, medalista mistrzostw Europy.
W Mistrzostwach Europy 1925 w Sztokholmie zdobył brązowy medal w wadze lekkiej. W Mistrzostwach Europy 1927 w Berlinie zdobył srebrny medal w wadze lekkiej. W ćwierćfinale pokonał Witolda Majchrzyckiego (Polska) a w finale przegrał z Jacobem Domgörgenem (Niemcy).
W roku 1928 wziął udział w Igrzyskach Olimpijskich w Amsterdamie, gdzie w 1/32 w kategorii półśredniej przegrał walkę na punkty z Patrickiem Lenehanem z Irlandii.
W roku 1930 przeszedł na zawodowstwo. Rozegrał 3 walki (2 wygrał a jedną przegrał).
| Przebieg kariery zawodowej |                  |                        |          |                         |
| Data                       | Miejsce          | Przeciwnik             | Wynik    | Opis                    |
| 26.12. 1930                | Cirkus Sztokholm | Eric Mangelin · Kanada | W PKT 6r | Pierwsza walka zawodowa |
| 30.03. 1931                | Forum Kopenhaga  | Andre Reby · Francja   | W PKT 8r | Ostatnia walka zawodowa |